# Boryspil
Boryspil (Oekraïens: Бориспіль) is een stad in de oblast Kiev in Oekraïne. In het gebied van de stad ligt de Luchthaven Kiev Boryspil. Boryspil heeft 63.100 inwoners (2019).
De plaats ligt ongeveer 25 kilometer ten zuidoosten van Kiev.

## Geschiedenis
De nederzetting wordt voor het eerst genoemd in 1015. Later, in de 12e eeuw, wordt het genoemd als liggend in Roethenië. In het midden van de 13e eeuw werd de wijde omgeving veroverd door het Mongoolse Rijk. Na de Slag van de Blauwe Wateren (1362/1363) ging het grootste deel van Roethenië, met onder andere Kiev en Boryspil, tot het Groothertogdom Litouwen behoren. De grond van de nederzetting was eigendom van de tolk van de koning van Polen (tevens grootvorst van Litouwen), Soltan Albijevitsj, die het in 1508 verkocht aan de in Kiev gevestigde Sint Nikolaas Hermitage. In die tijd zou de vestiging zijn huidige naam hebben gekregen.
Na de Unie van Lublin gingen de zuidelijke gebieden van het groothertogdom Litouwen over naar de Poolse Kroon. In 1596 transformeerde de Poolse koning Sigismund III van Polen de plaats in een koninklijk verblijf. Later dat jaar kreeg de plaats stadsrechten en werd er een ratusz (raadhuis met toren in steden met Maagdenburgs stadsrecht) gebouwd.
In 1802 werd Boryspil het centrum van het district Perejaslav in de provincie Poltava. In die tijd waren er drie parochiescholen in de stad, en in 1842 werd een elementaire openbare school voor kinderen van boeren geopend. De stad kende inmiddels een grote joodse gemeenschap, er was ook een joodse begraafplaats.
Op 2 juni 1920 bij de Sovjet-Poolse oorlog versloeg het Pools-Oekraïense leger aanvankelijk het Rode Leger nabij Boryspil. Later in 1920 kwam de stad toch onder Sovjet-heerschappij. Er werden vier kolchozen opgericht:: "Sjevtsjenko Memorial", "Kirov Memorial", "Hamer en Sikkel" en "Victory".
De stad had veel te lijden van de door de Sovjets veroorzaakte Holodomor (hongersnood) in 1933, toen volgens officiële cijfers 5.739 mensen omkwamen, daaronder 266 kinderen beneden een jaar oud.
Tijdens de Tweede Wereldoorlog werd Boryspil bezet door de Wehrmacht, dit duurde van 23 september 1941 Slag om Kiev (1941) tot de bevrijding op 23 september 1943. Beide keren werd rond de stad hevig gevochten. Tijdens de Duitse bezetting werd het vliegveld gebruikt als een krijgsgevangenkamp. Later in de 20e eeuw werd dit het belangrijkste vliegveld van Oekraïne.

## Infrastructuur
Ukraine International Airlines voert vluchten uit vanaf de Luchthaven Kiev Boryspil.
De Europese autosnelweg E-40 verloopt langs de stad, van Kiev naar Charkov. De nationale autoweg H-8 begint in Boryspil en vormt de verbinding met Zaporizja.
In de stad bevinden zich een aantal bouwondernemingen, banken en verzekeraars.

## Religie
De stad heeft een aantal kerkgebouwen van verschillende geloofsrichtingen.
- Drie Orthodoxe kerken
- Een Rooms-Katholieke kerk
- Oekraïense Grieks-Katholieke Kerk
- Baptistengemeente
- Pinkstergemeente
- Об'єднання рідновірів України  (Vereniging van inheemse gelovigen)

## Sport
De plaats is thuisbasis van Arsenal Kiev in het Kolos Stadion.

## Geboren in Boryspil
- Pavlo Chubynsky (1839–1884), schrijver van het Oekraïens volkslied
- Bohdan Mykhaylychenko (21 maart 1997), voetballer

## Galerij

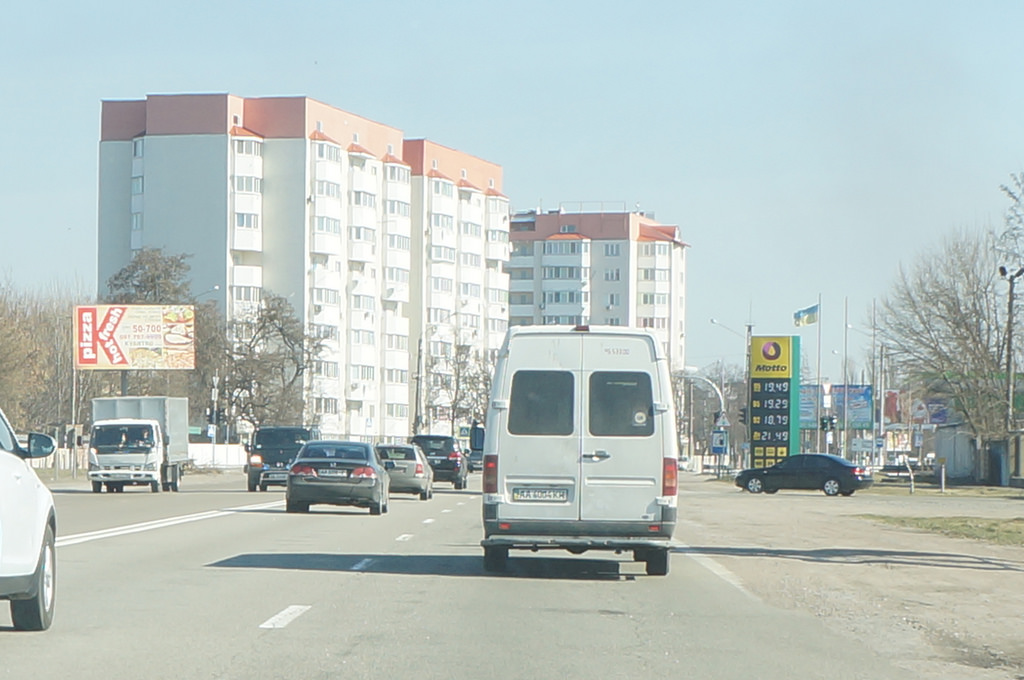
Entree van Boryspil vanaf de snelweg
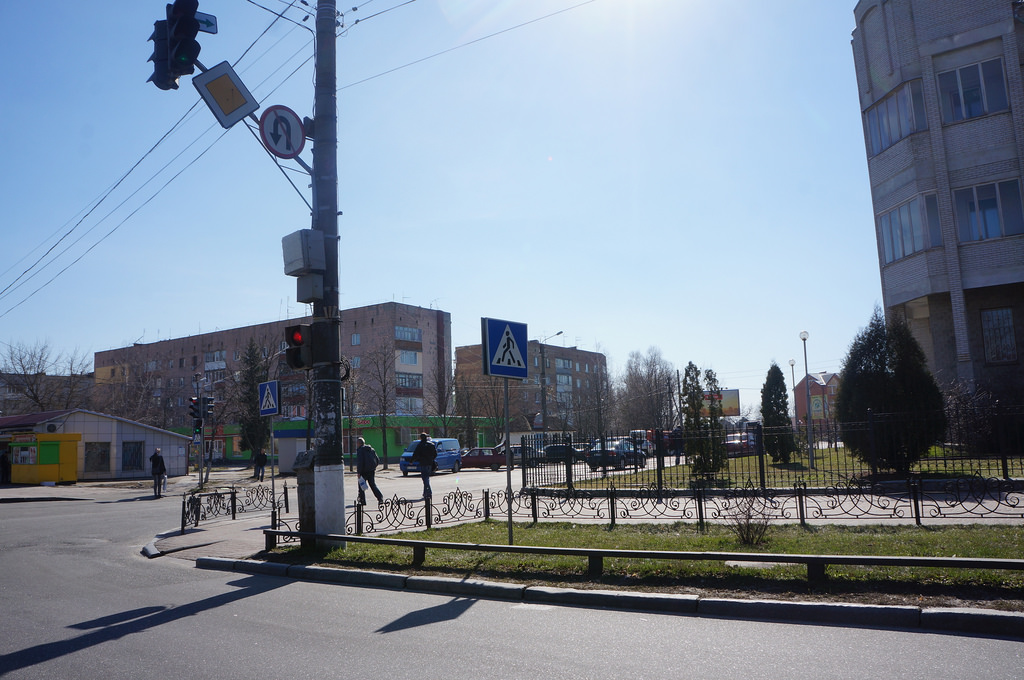
Straat in Boryspil
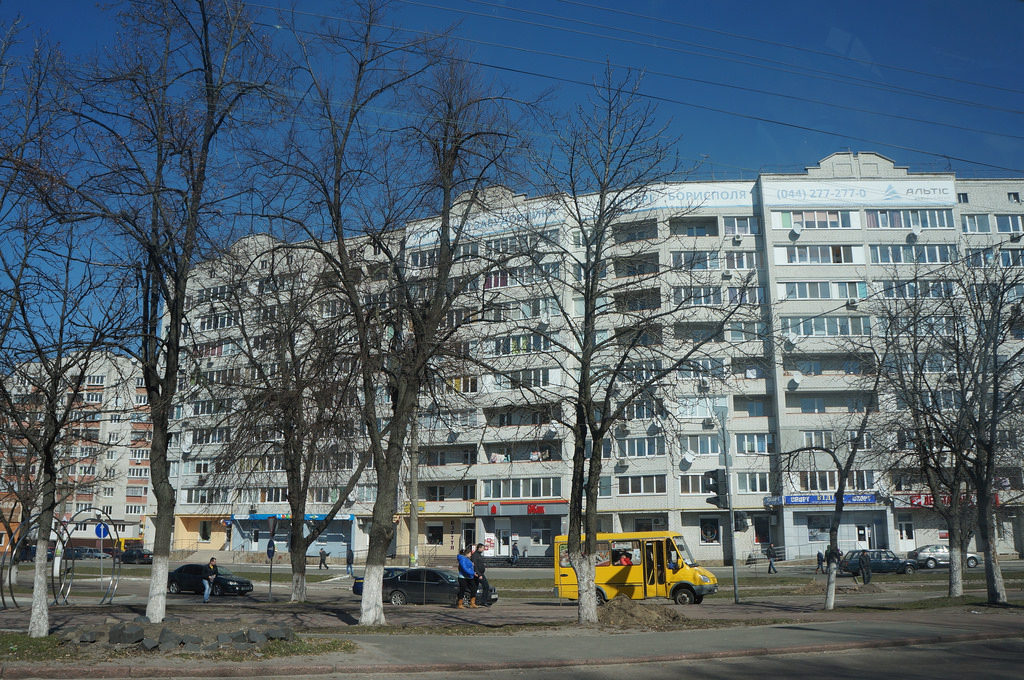
Flatgebouw in Boryspil
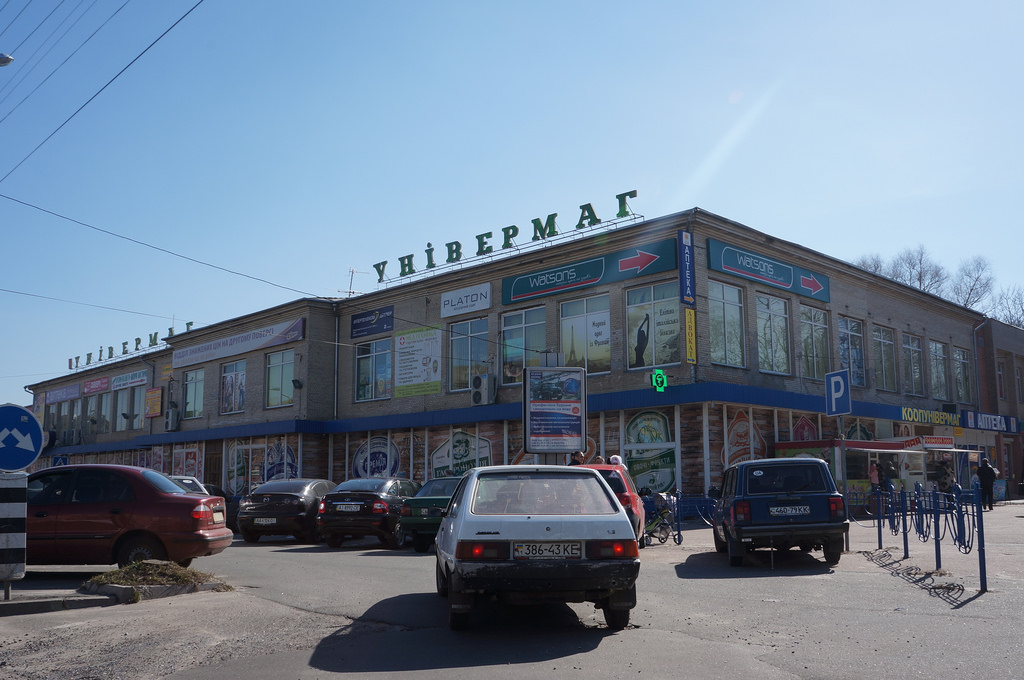
Een warenhuis uit de sovjettijd
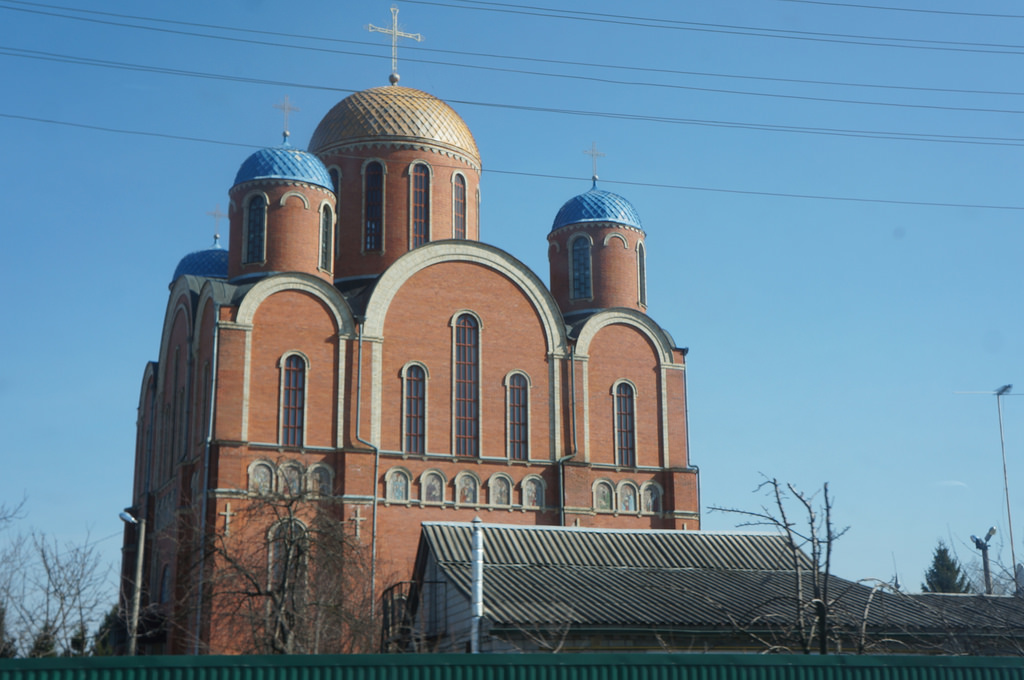
Een kerk in Boryspil
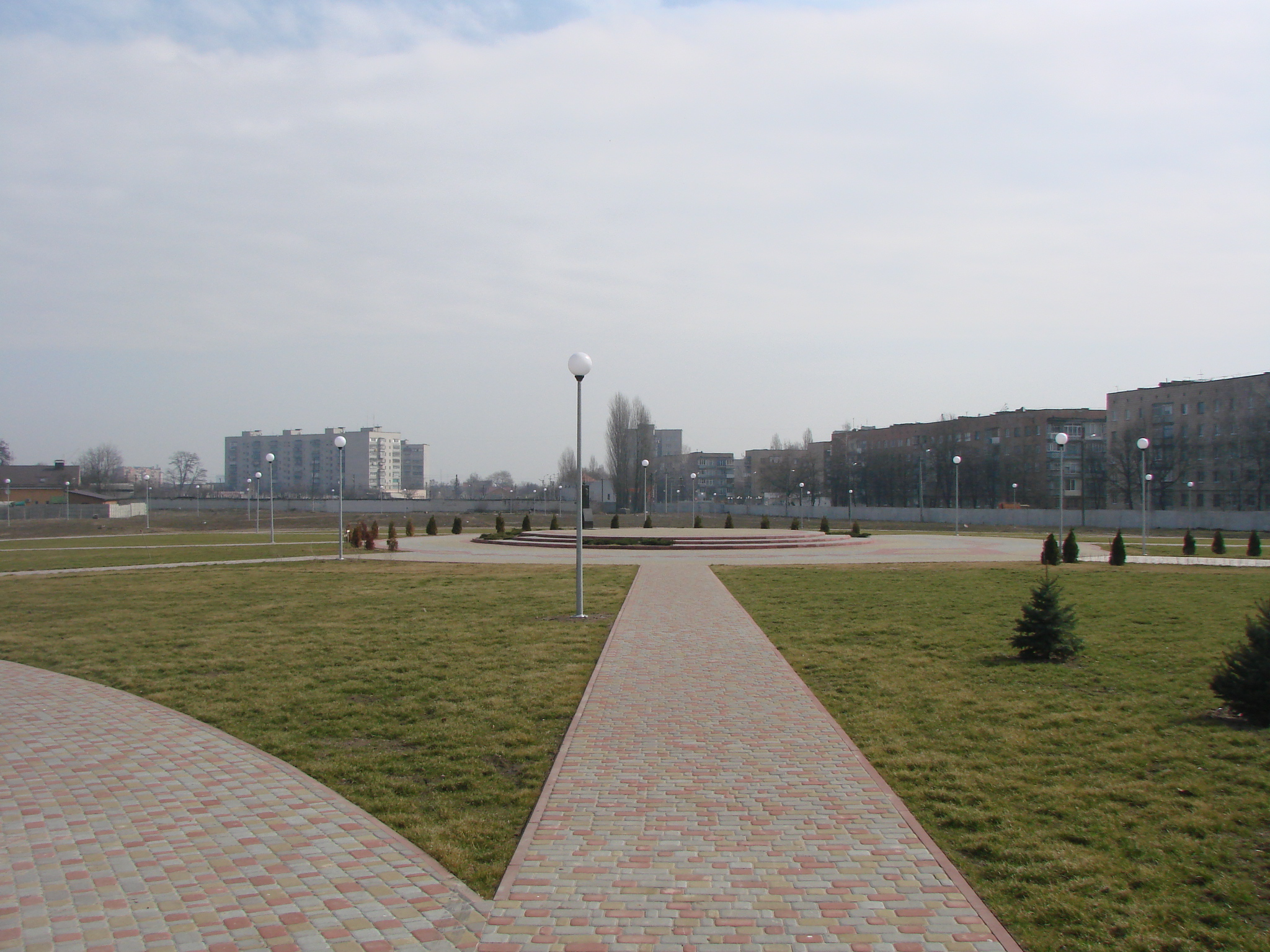
Een park in Boryspil
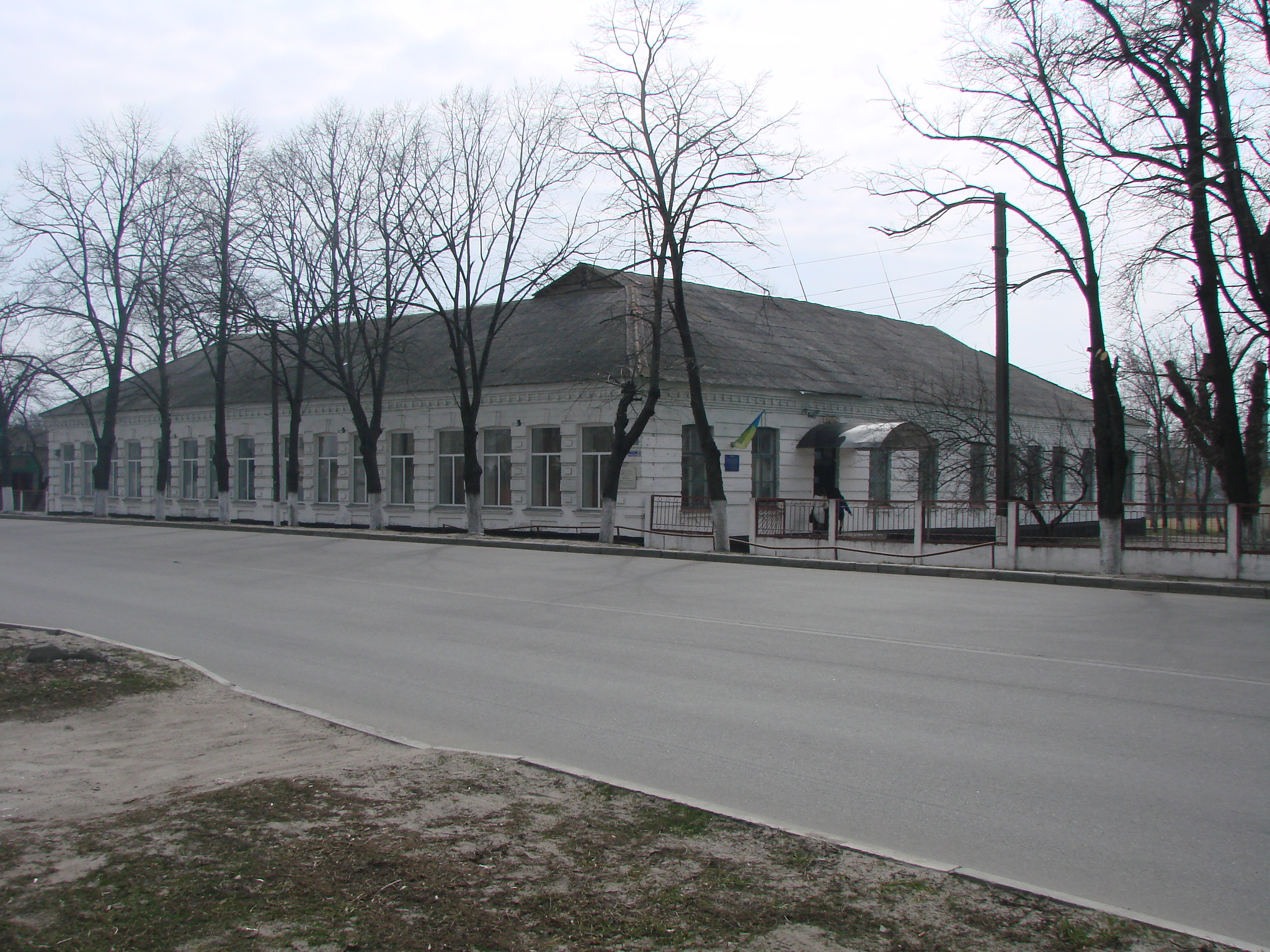
Oud schoolgebouw